# Bion (Manche)
Bion és un municipi francès situat al departament de la Manche i a la regió de Normandia. L'any 2007 tenia 371 habitants.

## Demografia

### Població
El 2007 la població de fet de Bion era de 371 persones. Hi havia 160 famílies de les quals 39 eren unipersonals (27 homes vivint sols i 12 dones vivint soles), 70 parelles sense fills i 51 parelles amb fills.
La població ha evolucionat segons el següent gràfic:
Habitants censats

### Habitatges
El 2007 hi havia 196 habitatges, 162 eren l'habitatge principal de la família, 17 eren segones residències i 16 estaven desocupats. 192 eren cases i 2 eren apartaments. Dels 162 habitatges principals, 140 estaven ocupats pels seus propietaris i 22 estaven llogats i ocupats pels llogaters; 2 tenien una cambra, 7 en tenien dues, 17 en tenien tres, 31 en tenien quatre i 106 en tenien cinc o més. 138 habitatges disposaven pel capbaix d'una plaça de pàrquing. A 74 habitatges hi havia un automòbil i a 79 n'hi havia dos o més.

### Piràmide de població
La piràmide de població per edats i sexe el 2009 era:
| Homes | Edats   | Dones |
| ----- | ------- | ----- |
| 0     | 95 o +  | 0     |
| 0     | 90 a 94 | 0     |
| 0     | 85 a 89 | 0     |
| 0     | 80 a 84 | 0     |
| 16    | 75 a 79 | 16    |
| 16    | 70 a 74 | 24    |
| 12    | 65 a 69 | 0     |
| 4     | 60 a 64 | 16    |
| 20    | 55 a 59 | 8     |
| 12    | 50 a 54 | 20    |
| 24    | 45 a 49 | 16    |
| 20    | 40 a 44 | 20    |
| 8     | 35 a 39 | 20    |
| 20    | 30 a 34 | 8     |
| 24    | 25 a 29 | 0     |
| 16    | 20 a 24 | 0     |
| 32    | 15 a 19 | 12    |
| 16    | 10 a 14 | 12    |
| 8     | 5 a 9   | 4     |
| 0     | 0 a 4   | 0     |

## Economia
El 2007 la població en edat de treballar era de 240 persones, 169 eren actives i 71 eren inactives. De les 169 persones actives 159 estaven ocupades (95 homes i 64 dones) i 11 estaven aturades (4 homes i 7 dones). De les 71 persones inactives 37 estaven jubilades, 16 estaven estudiant i 18 estaven classificades com a «altres inactius».

### Ingressos
El 2009 a Bion hi havia 167 unitats fiscals que integraven 399 persones, la mediana anual d'ingressos fiscals per persona era de 17.744 €.

### Activitats econòmiques
Dels 6 establiments que hi havia el 2007, 1 era d'una empresa de construcció, 2 d'empreses de comerç i reparació d'automòbils, 1 d'una empresa d'hostatgeria i restauració, 1 d'una empresa immobiliària i 1 d'una empresa classificada com a «altres activitats de serveis».
L'únic servei als particulars que hi havia el 2009 era un paleta.
L'any 2000 a Bion hi havia 46 explotacions agrícoles que ocupaven un total de 528 hectàrees.

## Poblacions més properes
El següent diagrama mostra les poblacions més properes.